# David Logan
David Kyle Logan (Chicago, Illinois; 26 de diciembre de 1982) es un jugador profesional de baloncesto estadounidense. Mide 1'84 metros y juega habitualmente en la posición de escolta. Pertenece a la plantilla del Cantù de la Serie A2.

## Carrera
La carrera de David Logan empezó en Europa jugando en el Nuova Pallacanestro Pavia de la segunda división italiana. Antes había jugado en la NCAA, donde fue elegido Mejor jugador de la liga. Posteriormente se marchó a la liga israelí, en especial al Electra Ramat Hasharon. Tras su paso por Europa volvió a Estados Unidos, donde jugó en el Fort Worth Flyers de la NBDL (NBA D-League). Acabó esa temporada, la 2006-2007 jugando en el SKS Starogard de la liga polaca.
En la temporada 2007-2008 Logan fue traspasado al Turow Zgorzelec, donde participó en la Eurocup. Al año siguiente fichó por el Asseco Prokom, el mejor equipo de la liga polaca. Con este equipo ha participado en la Euroliga.

### Clubes
| Club                  | País           | Año             |
| --------------------- | -------------- | --------------- |
| Pavia                 | Italia         | 2005            |
| Ramat HaSharon        | Israel         | 2005 - 2006     |
| Forth Worth Flyers    | Estados Unidos | 2006            |
| SKS Starogard Gdański | Polonia        | 2007            |
| PGE Turów Zgorzelec   | Polonia        | 2007 - 2008     |
| Asseco Prokom         | Polonia        | 2008 - 2010     |
| Caja Laboral Baskonia | España         | 2010 - 2011     |
| Panathinaikos BC      | Grecia         | 2011 - 2012     |
| Maccabi Tel Aviv      | Israel         | 2012 - 2013     |
| ALBA Berlin           | Alemania       | 2013 - 2014     |
| Dinamo Sassari        | Italia         | 2014 - 2016     |
| BC Lietuvos Rytas     | Lituania       | 2016 - 2017     |
| Sidigas Avellino      | Italia         | 2017            |
| Strasbourg IG         | Francia        | 2017 - 2018     |
| Busan KT Sonicboom    | Corea del Sur  | 2018            |
| Universo Treviso      | Italia         | 2019 - 2021     |
| Dinamo Sassari        | Italia         | 2021 - 2022     |
| Scafati Basket        | Italia         | 2022 - 2023     |
| Cantù                 | Italia         | 2023 - Presente |

## Selección nacional
Tras sellar un contrato con la Asociación de Baloncesto de Polonia, Logan adquirió la nacionalidad polaca, lo que le permitió jugar con la selección de Polonia en el Eurobasket 2009.